# Glenn Andreotta
Glenn Urban Andreotta (30 de octubre de 1947 – 8 de abril de 1968) fue un jefe de tripulación de helicópteros estadounidense en la Guerra de Vietnam, conocido por ser uno de los tres soldados estadounidenses que intervinieron para detener la Masacre de My Lai ocurrida el 16 de marzo de 1968, en la que 504 niños, mujeres y hombres desarmados fueron asesinados. Treinta años después de los hechos, Andreotta fue condecorado póstumamente con la Medalla del Soldado por su intervención en el suceso.  

## Primeros años y alistamiento
Glenn Andreotta era de ascendencia italiana. Nació en Newton, Nueva Jersey y creció en San Luis, Misuri. Abandonó la escuela secundaria en su tercer año y se alistó en el Ejército de los Estados Unidos.
Tras cumplir un año de servicio en Vietnam como reparador de radios, inició su segunda estancia el 12 de noviembre de 1967, cuando fue asignado a la 161.ª Compañía de Helicópteros de Asalto, con el rango de cuarto especialista. Sirvió como jefe de tripulación a bordo de un helicóptero de observación OH-23 Raven. Su piloto era el suboficial primero Hugh Thompson y su artillero de puerta era el cuarto especialista Lawrence Colburn, a quienes también se les reconocería su heroísmo en My Lai.

## La masacre
En las primeras horas de la mañana del 16 de marzo de 1968, durante el asalto de la Compañía Charlie, 1.º Batallón, 20.º Regimiento de Infantería, de la División Americal en una aldea conocida en los mapas militares del Ejército de los Estados Unidos como My Lai (4), el helicóptero OH-23 de Colburn sorprendentemente no encontró fuego enemigo mientras sobrevolaba la zona que supuestamente era un cuartel general del 48.º Batallón del Viet Cong. Al ver a dos posibles sospechosos de pertenecer al Viet Cong, Thompson obligó a los vietnamitas a rendirse y los llevó a la retaguardia para un interrogatorio táctico. También marcó la ubicación de varios vietnamitas heridos con un marcador de humo verde, una señal que significaba que necesitaban ayuda. 
Al regresar al área de My Lai, alrededor de las 09:00 después de repostar, la tripulación notó que las personas cuya posición habían marcado estaban muertas. En un campo de arroz junto a un dique doscientos metros al sur de la aldea, marcaron la ubicación de una joven vietnamita herida. Thompson y su tripulación observaron en un vuelo bajo como el capitán Ernest Medina, comandante de la Compañía Charlie, se acercaba a la mujer, la empujaba con el pie, retrocedía y luego le disparaba y la mataba. En su consejo de guerra, Medina afirmó que se había alejado de ella y luego, sorprendido por el sonido de un movimiento repentino detrás de él, se dio la vuelta y le disparó, pensando que había estado escondiendo un arma debajo de ella. 
Thompson luego sobrevoló una acequia de riego en la que observó docenas de cuerpos. Conmocionado por la visión, comunicó por radio a los helicópteros artillados que lo acompañaban, sabiendo que su transmisión sería oída por muchos otros en la red: «Me parece que hay una gran cantidad de asesinatos innecesarios allí abajo. Algo no está bien en esto. Hay cuerpos por todas partes. Hay una acequia llena de cuerpos que pudimos ver. Algo va mal aquí».
Algunos movimientos en la acequia le indicaron a Thompson que todavía había gente viva allí. Aterrizó su helicóptero y desembarcó. David Mitchell, sargento y líder de escuadrón en el 1.er Pelotón, Compañía Charlie, se acercó a él. Cuando Thompson le preguntó si podía brindar ayuda a las personas en la acequia, el sargento respondió que la única forma de ayudarles era sacarles de su miseria. Entonces apareció el segundo teniente William Calley,  líder del 1.er pelotón, Compañía Charlie, y los dos tuvieron la siguiente conversación:
Thompson: ¿Qué está pasando aquí, teniente?
Calley: Ese es mi problema.
Thompson: ¿Qué es esto? ¿Quiénes son esas personas?
Calley: Solo cumplo órdenes.
Thompson: ¿Órdenes? ¿De quién son las órdenes?
Calley: Solo cumplo...
Thompson: Pero estos son seres humanos, civiles desarmados, señor.
Calley: Mire Thompson, este es mi trabajo. Yo estoy a cargo aquí. No es asunto suyo.
Thompson: Sí, gran trabajo.
Calley: Será mejor que regrese al helicóptero y se ocupe de sus propios asuntos.
Thompson: ¡No ha oído la última palabra de esto!
Thompson despegó de nuevo y Andreotta informó que Mitchell estaba ejecutando a las personas en la acequia. Furioso, Thompson voló sobre la esquina noreste de la aldea y vio a un grupo de unos diez civiles, incluidos niños, corriendo hacia un refugio antiaéreo casero. Los perseguían soldados del 2.º Pelotón de la Compañía Charlie. Al darse cuenta de que los soldados tenían la intención de asesinar a los vietnamitas, Thompson aterrizó su aparato entre ellos y los aldeanos. Se volvió hacia Colburn y Andreotta, que se encontraban junto a él en el helicóptero, y les dijo que si los estadounidenses comenzaban a disparar contra los aldeanos o contra él, debían disparar sus ametralladoras M60 contra los estadounidenses: «¡Cubridme! Si estos bastardos abren fuego contra mí o contra esa gente, vosotros abriréis fuego contra ellos. ¡Prometedlo!». Colburn, cuya M60 apuntaba contra el segundo pelotón, respondió: «Lo tiene, jefe, considérelo hecho». Giró su arma para encarar a los soldados estadounidenses e intercambió miradas con ellos, pero en lo más íntimo no estaba seguro de si realmente podría disparar contra sus compatriotas. Thompson luego desembarcó para enfrentarse al líder del segundo pelotón, el teniente Stephen Brooks. Thompson le dijo que quería ayudar a sacar a los campesinos del búnker:
Thompson: Oiga, no dispare. Voy a intentar sacar a esta gente de este búnker. Mantenga a sus hombres aquí.
Brooks: Sí, podemos ayudarte a sacarlos de ese búnker, ¡con una granada de mano!
Thompson: Mantenga a sus hombres aquí. Creo que puedo hacerlo mejor que eso.
Brooks se negó a discutir con él, aunque, como oficial comisionado, su autoridad era superior a la de Thompson. Después de convencer a los once vietnamitas de que salieran del búnker, Thompson convenció a los pilotos de los dos UH-1 Huey artillados que volaban formando parte de su escolta, Dan Millians y Brian Livingstone, para que aterrizasen y los evacuaran (estos helicópteros normalmente nunca aterrizarían en una zona de combate). 
Mientras Thompson regresaba a la base para repostar, Andreotta vio movimiento en una acequia de riego, llena con aproximadamente 100 cuerpos. El helicóptero volvió a aterrizar y sus tripulantes desembarcaron para buscar supervivientes. Después de vadear los restos de hombres, mujeres y niños moribundos y muertos, Andreotta extrajo un niño vivo. Thompson llevó al superviviente al hospital del Ejército de la República Popular de Vietnam en Quảng Ngãi, donde dejó al niño al cuidado de una monja. 
Al regresar finalmente a su base alrededor de las 11:00, Thompson informó acaloradamente de la masacre a su oficial superior, el coronel Oran Henderson. Las acusaciones de Thompson sobre asesinatos de civiles llegaron rápidamente al teniente coronel Frank Barker, el comandante general de la operación. Barker llamó por radio a su oficial ejecutivo para informarse a través del capitán Medina de lo que estaba sucediendo en tierra. Medina entonces dio la orden de alto el fuego a la Compañía Charlie para «acabar con la matanza». 

## Después de My Lai
Andreotta murió en combate poco después de los eventos en My Lai, el 8 de abril de 1968, mientras servía en la Compañía B (los «Señores de la Guerra») del 123.º Batallón de Aviación de la División Americal (la 161.ª Compañía de Helicópteros de Asalto se había reorganizado en el 123.º Batallón en enero de 1968). El 8 de abril se desempeñaba como artillero de puerta a bordo del helicóptero OH-23 62-03813, junto con el jefe de tripulación quinto especialista Charles M. Dutton y el primer teniente piloto Barry Lloyd. 
Se informó de la actividad del Viet Cong a 10 kilómetros al suroeste de la ciudad de Quảng Ngãi, y se ordenó a su helicóptero explorador que acompañara a dos helicópteros artillados al lugar para localizar y eliminar al enemigo. Andreotta murió de inmediato por disparos de armas pequeñas desde el suelo, un solo disparo en la cabeza. Luego, una ametralladora antiaérea vietnamita de 12 mm comenzó a disparar sobre el explorador, destruyendo tanto el plato cíclico como el panel de control del helicóptero. Dutton estaba cubierto de Avgas en llamas cuando la nave finalmente cayó al suelo y un soldado vietnamita corrió hacia los restos y le disparó antes de retirarse —dejando a Lloyd herido en estado de conmoción donde había sido arrojado por el impacto. Fue rescatado por el UH-1 Huey del suboficial primero Michael Banek y llevado a Chu Lai. El helicóptero fue declarado oficialmente «Destruido por el fuego» por el ejército estadounidense el 11 de abril, aunque los cuerpos de Andreotta y Dutton fueron recuperados. 
Poco después de caer muerto en combate por fuego hostil, Andreotta recibió una Estrella de Bronce póstuma por su participación en el rescate de niños en My Lai. La mención falsificó lo que sucedió en My Lai al decir que los niños habían estado «escondidos en un búnker ubicado entre fuerzas amigas y fuerzas hostiles involucradas en un intenso tiroteo». Continuaba diciendo que «la voluntad de Andreotta de arriesgar su vida por niños inocentes y su valentía en acción reflejan un gran crédito para él, su unidad, la División Americal y el Ejército de los Estados Unidos». La firma de Hugh Thompson se falsificó en el informe del testigo ocular.
Andreotta fue galardonado póstumamente con la Medalla del Soldado en 1998 por su valentía al detener la Masacre de My Lai, junto con Lawrence Colburn y Hugh Thompson. Dado que su madre estaba enferma en ese momento, recibió el premio en su casa en una fecha posterior. «Fue la capacidad de hacer lo correcto incluso a riesgo de su seguridad personal lo que guió a estos soldados a hacer lo que hicieron», dijo el entonces general de división Michael Ackerman en la ceremonia de entrega de medallas celebrada en 1998. Los tres «establecen el estándar a seguir por todos los soldados». Además, el 10 de marzo de 1998, el senador por Georgia Max Cleland introdujo un homenaje a Thompson, Colburn y Andreotta en el registro del Senado de los Estados Unidos. Cleland dijo que los tres hombres eran «verdaderos ejemplos del patriotismo estadounidense en su máxima expresión».
Andreotta recibió también un reconocimiento póstumo el 4 de julio de 1999, al recibir el premio al Coraje de la Conciencia de la Abadía de la Paz por su inusual valentía y compasión al ayudar, junto con los otros miembros de la tripulación del helicóptero, Hugh Thompson y Lawrence Colburn, a salvar vidas de civiles durante la masacre de My Lai de 1968.
Su nombre aparece en el Monumento Conmemorativo a los Veteranos de Vietnam, en el panel 48E, línea 50. En 1999, su nombre estaba entre los casi un millón enviados a bordo de la nave espacial Stardust.